# Josh Awotunde
Josh Olayinka Awotunde, född 12 juni 1995 i Lanham, är en amerikansk friidrottare som tävlar i kulstötning.

## Karriär
I juli 2022 vid VM i Eugene tog Awotunde brons i kultävlingen efter en stöt på personbästat 22,29 meter.

## Tävlingar
| År               | Tävling                   | Plats            | Placering        | Gren             | Distans          |
| Tävlande för USA | Tävlande för USA          | Tävlande för USA | Tävlande för USA | Tävlande för USA | Tävlande för USA |
| ---------------- | ------------------------- | ---------------- | ---------------- | ---------------- | ---------------- |
| 2019             | Panamerikanska spelen     | Lima             | 9:e              | Kulstötning      | 19,04 m          |
| 2022             | Inomhusvärldsmästerskapen | Belgrad          | 5:e              | Kulstötning      | 21,70 m          |
| 2022             | Världsmästerskapen        | Eugene           | 3:e              | Kulstötning      | 22,29 m          |
| 2023             | Världsmästerskapen        | Budapest         | 20:e (kval)      | Kulstötning      | 19,98 m          |

## Personliga rekord
| Utomhus - Kulstötning – 22,29 m (Eugene, 17 juli 2022) - Diskus – 58,50 m (Philadelphia, 29 april 2017) | Inomhus - Kulstötning – 21,74 m (Spokane, 27 februari 2022) |